# Strajk kobiet w Islandii
Strajk kobiet w Islandii (tzw. „długi piątek”, isl. Kvennafrídagurinn) – akcja protestacyjna 90% islandzkich kobiet przeprowadzona 24 października 1975 roku, która polegała na powstrzymaniu się od pracy zawodowej i wykonywania obowiązków domowych.
Rok 1975 został ogłoszony przez ONZ Rokiem Kobiet. W ramach przygotowań do uczczenia tego wydarzenia feministki z utworzonej w 1970 r. grupy „Czerwone Pończochy” zaproponowały organizację ogólnokrajowego strajku kobiet, który miał pokazać mężczyznom wartość pracy kobiet. W toku dyskusji ustalono, że strajk przyjmie formę, w której wszystkie kobiety wezmą tego samego dnia wolne od pracy lub też powstrzymają się od prac domowych.
W dniu protestu wiele kobiet spędziło cały dzień w kawiarniach lub na wiecach (największy wiec odbył się w Reykjaviku i zgromadził 25 000 osób). Do akcji przystąpiło 90% Islandek. W dniu strajku nie działało wiele szkół, fabryk i sklepów. Tego dnia w wielu zakładach było też pełno dzieci, ponieważ ojcowie nie mieli z kim ich zostawić. Symbolem tego dnia stały się znikające ze sklepów kiełbaski, ponieważ danie z nich potrafiła przyrządzić większość mężczyzn.
Protest przyniósł głęboką zmianę społeczną, zmniejszając nierówność płci. W efekcie pięć lat po akcji Islandia została pierwszym krajem na świecie, w którym kobietę wybrano prezydentem.
We wrześniu 2016 roku polska aktorka Krystyna Janda zaproponowała zorganizowanie podobnie wyglądającego strajku kobiet w Polsce w ramach sprzeciwu wobec projektu kryminalizacji aborcji.